# Réserve naturelle de Sandblåst/Gaustadvågen
La réserve naturelle de Sandblåst/Gaustadvågen est une réserve naturelle et site ramsar norvégien situé dans la commune de Hustadvika dans le comté de Møre et Romsdal. 
La réserve a été créée en 1988 pour "prendre soin d'une importante zone humide". Elle a été classée site ramsar en 1996 en raison de son importance pour les oiseaux migrateurs.
La zone de conservation touche différents intérêts en matière de protection: botanique, zoologie et paysage. Les marées sont importantes tout comme les prairies côtières  avec une grande richesse naturelle. Un très grand nombre d'espèces d'oiseaux nichent ici, tandis que d'autres espèces l'utilisent comme une aire de repos au cours de leur migration. 22 espèces d'oiseaux ont été classées comme d'intérêt régional, 23 d'intérêt national et 5 d'intérêt international. Pendant la période de migration on compte jusqu'à 200 cygnes, 800 canards de différentes espèces, et jusqu'à 2500 échassiers.
Il est interdit de se rendre dans la réserve naturelle d'avril à août. Il y a toutefois un poste d'observation à proximité de la route. La réserve naturelle de Knarrashaugmyra jouxte la réserve dans le sud-est.